# Magician (computerspel)
Magician is een side-scrolling-rollencomputerspel uitgebracht in februari 1991. Het werd ontwikkeld door Eurocom Entertainment Software en is alleen beschikbaar voor het Nintendo Entertainment System.

## Verhaal
De boze tovenaar Abadon heeft een horde kwaadaardige dieren opgeroepen, die voor hem een kasteel bouwen. Daarna reizen ze af naar het land van Merlwood, dat ze veroveren. In Serenna woont tovenaarsleerling Paul, die een queeste opstart om de geheimen van de oude tovenaars verder uit te pluizen. Wanneer hij hoort van Abadon, besluit hij zijn reis af te breken om de boze tovenaar te verslaan.

## Spelbesturing
Paul begint zijn reis met slechts een beperkte voorraad voedsel, water en geld. Tijdens het spel dient hij diverse puzzels op te lossen en belandt hij in doolhoven. Daarbij leert hij extra toverspreuken en komt hij in het bezit van andere wapens en voorraden. Paul kan ook gesprekken opstarten met andere personages die hem vooruithelpen in zijn queeste.
Naast Pauls gezondheid dient de speler er ook voor te zorgen dat er voldoende water en drinken is. Toverspreuken kunnen gemaakt worden door delen van fonemen te combineren.
Bij het spel werd een opslagsysteem bijgeleverd, zodat de speler het spel kon opslaan, met een maximum van 15 savegames.